# Liste der Bodendenkmäler in Reckendorf
Auf dieser Seite sind die Bodendenkmäler in der oberfränkischen Gemeinde Reckendorf zusammengestellt. Diese Tabelle ist eine Teilliste der Liste der Bodendenkmäler in Bayern. Grundlage ist die Bayerische Denkmalliste, die auf Basis des Bayerischen Denkmalschutzgesetzes vom 1. Oktober 1973 erstmals erstellt wurde und seither durch das Bayerische Landesamt für Denkmalpflege geführt wird. Die folgenden Angaben ersetzen nicht die rechtsverbindliche Auskunft der Denkmalschutzbehörde.

## Bodendenkmäler der Gemeinde Reckendorf

### Bodendenkmäler in der Gemarkung Daschendorfer Forst
| Lage                           | Objekt                                                           | Akten-Nr.     | Bild |
| ------------------------------ | ---------------------------------------------------------------- | ------------- | ---- |
| Daschendorfer Forst (Standort) | Bestattungsplatz mit Grabhügel vorgeschichtlicher Zeitstellung.  | D-4-5931-0041 |      |
| Daschendorfer Forst (Standort) | Bestattungsplatz mit Grabhügel vorgeschichtlicher Zeitstellung.  | D-4-5931-0042 |      |
| Daschendorfer Forst (Standort) | Bestattungsplatz mit Grabhügel vorgeschichtlicher Zeitstellung.  | D-4-5931-0043 |      |
| Daschendorfer Forst (Standort) | Bestattungsplatz mit Grabhügeln vorgeschichtlicher Zeitstellung. | D-4-5931-0046 |      |
| Daschendorfer Forst (Standort) | Bestattungsplatz mit Grabhügeln vorgeschichtlicher Zeitstellung. | D-4-5931-0047 |      |
| Daschendorfer Forst (Standort) | Bestattungsplatz mit Grabhügeln vorgeschichtlicher Zeitstellung. | D-4-5931-0048 |      |

### Bodendenkmäler in der Gemarkung Laimbach
| Lage                | Objekt | Akten-Nr.     | Bild |
| ------------------- | --- | ------------- | ---- |
| Laimbach (Standort) | Siedlung vorgeschichtlicher Zeitstellung.                                                                              | D-4-5930-0022 |      |
| Laimbach (Standort) | Archäologische Befunde im Bereich des ehemaligen mittelalterlichen bis frühneuzeitlichen Herrensitzes in Obermanndorf. | D-4-5931-0142 |      |
| Laimbach (Standort) | Archäologische Befunde im Bereich des mittelalterlichen und frühneuzeitlichen ehemalige Herrensitzes in Untermanndorf. | D-4-5931-0144 |      |

### Bodendenkmäler in der Gemarkung Lußberger Forst
| Lage                       | Objekt                                                                                    | Akten-Nr.     | Bild |
| -------------------------- | ----------------------------------------------------------------------------------------- | ------------- | ---- |
| Lußberger Forst (Standort) | Befunde von Töpfereiwerkstätten und Bergbauareal des Mittelalters und der frühen Neuzeit. | D-4-5930-0005 |      |

### Bodendenkmäler in der Gemarkung Reckendorf
| Lage                  | Objekt | Akten-Nr.     | Bild |
| --------------------- | --- | ------------- | ---- |
| Reckendorf (Standort) | Spätmittelalterliche Wüstung. | D-4-5930-0008 |      |
| Reckendorf (Standort) | Archäologische Befunde im Bereich der spätmittelalterlichen, in der frühen Neuzeit mehrfach veränderten und in der späten Neuzeit verlängerten Katholischen Pfarrkirche St. Nikolaus von Reckendorf. | D-4-5930-0017 |      |
| Reckendorf (Standort) | Archäologische Befunde im Bereich der frühneuzeitlichen ehemalige Synagoge von Reckendorf. | D-4-5930-0018 |      |
| Reckendorf (Standort) | Archäologische Befunde des Mittelalters und der frühen Neuzeit im Bereich des abgetragenen ehemalige Wasserschlosses in Reckendorf mit Vorgängerbau.                                                 | D-4-5930-0019 |      |
| Reckendorf (Standort) | Archäologische Befunde im Bereich der neuzeitlichen Kapelle in Reckendorf. | D-4-5930-0021 |      |